# 荒木絵里香
荒木 絵里香（あらき えりか、現姓・四宮、1984年8月3日 - ）は、日本の元女子バレーボール選手、スポーツ科学者。学位は修士（スポーツ科学）（早稲田大学・2023年）。

## 来歴
岡山県倉敷市出身。父親は早稲田大学ラグビー蹴球部のOB、母親は体育教師という体育会系の一家に生まれ育った。幼いころから、水泳クラブや陸上クラブに通い、体育は得意であった。小学校5年の時にバレーボールを始める（当時の身長は174cm）。中学時代にはアクエリアス杯の選抜メンバー、オリンピック有望選手に選出され、成徳学園高校（現・下北沢成徳高校）では、大山加奈らと共に、全国高等学校選抜優勝大会・全国高等学校総合体育大会・国民体育大会優勝の高校3冠を経験した。
2003年、東レアローズに入団。入団1年目の第10回Vリーグでは、アタック決定率2位に入りベスト6を受賞した。同年全日本に初選出。2004年のヨーロッパ遠征には参加したが、アテネオリンピックの登録選手からは落選した。
2005年も代表メンバー入りするが、ワンポイントブロッカーとしての出場が主であった。2006年ワールドグランプリ初戦のキューバ戦にスタメン出場し、決定率90％の活躍を見せレギュラーを獲得。同年開催の世界選手権に出場した。2007年、アジア選手権で24年ぶりの優勝に大きく貢献した。2007年ワールドカップには全試合スタメン出場した。
2008年、 天皇杯・皇后杯全日本選手権優勝、2007/08Vプレミアリーグにおいて東レのリーグ初優勝に貢献し、最高殊勲選手賞・スパイク賞・ブロック賞・ベスト6賞を獲得した。アタック決定率54.7%は、2000年第6回Vリーグで先野久美子が記録した53.4%を抜いて日本記録（日本人最高）である。
2008年8月、北京オリンピックに出場し、ベストブロッカー賞を受賞した。
2008年9月、イタリアプロリーグ・セリエAのベルガモへ1シーズンの期限付きで移籍。同年9月から翌年5月まで同チームでプレーした。2009年10月、東レに復帰。2009/10Vプレミアリーグでは同チームの3連覇へ導き、同シーズンでスパイク賞とベスト6を受賞した。2010日韓トップマッチ、第59回全日本男女選抜大会で3冠を達成した。
2009年5月に招集された全日本代表チームでは主将となった（2013年5月からは木村沙織が主将）。2012/13シーズン限りで現役引退を決めていたが、眞鍋から熱心に勧誘され翻意したことを公表した）。2010年11月、世界選手権に出場し、銅メダルを獲得した。
2011年6月、モントルーバレーマスターズで初優勝を果たした。その後も全日本の中核として活躍し、怪我人が相次いだセンターポジションでスタメンを不動のものする。同年11月のワールドカップで4位へ導いた。また、平成23年度全日本選手権で優勝。2011/12Vプレミアリーグでも優勝し、同シーズンで4年ぶり2度目のMVPを受賞した。ベスト6入りし、ブロック賞および栄誉賞（個人賞8回）も受賞した。
2012年6月、ロンドンオリンピックの代表メンバーに選出された。荒木自身は2大会連続出場となった。主将としてチームを牽引し、全日本女子28年ぶりとなる銅メダル獲得に貢献した。
2013年、2012/13Vプレミアリーグでスパイク賞、ブロック賞、サーブ賞の個人タイトル3冠と敢闘賞、ベスト6賞を受賞した。同年6月18日、2012-13シーズン後に四宮洋平と入籍したことを東レの公式サイトで公表。
2013年10月3日、東レアローズ公式サイトにて翌春に出産予定であることを公表し、同年10月末にて東レを退社することを発表した。2014年1月に女児を出産したことを公式ツイッターで発表。
2014年6月、Sports Graphic Number誌のインタビューに答え、現役復帰に意欲をみせ、同月プレミアリーグに昇格した上尾メディックスで現役復帰を果たした。
復帰第一戦となった2014年11月16日のトヨタ車体戦に先発出場し、14得点（アタック7点、ブロック4点、サービスエース3点）をあげ、チームのプレミアリーグ初勝利に貢献した。
2015年1月11日の日立リヴァーレ戦に出場し、プレミアリーグ出場試合数が230となり、Vリーグ栄誉賞（長期活躍選手）の受賞資格を得た。5月12日に全日本に復帰（追加登録）。6月7日までに上尾メディックスを退団し、トヨタ車体クインシーズに移籍が決定した。
2017/18シーズンのVプレミアリーグでは、6年連続となるブロック賞を獲得し、トヨタ車体のプレミアリーグ最高位となる3位獲得に大きく貢献した。
2021年6月30日、2020年東京オリンピックの出場メンバー12名に選出された。
2021年9月22日、現役引退を発表。引退後はトヨタ車体クインシーズのスタッフに就任する。
2022年4月4日、自身のInstagramを更新し、早稲田大学大学院スポーツ科学研究科に入学したことを報告した。2023年に修了。
2024年9月、一般社団法人SVリーグ理事に就任。2025年6月には公益財団法人日本バレーボール協会理事に就任した。

## 人物・エピソード
キャッチコピー
世界をぶちぬく鉄腕エリカ
ファイティング・エリカ（2006世界選手権）
- トレーニングの成果で減量してから、以前よりキレのある動きでプレーの幅が広くなった。
- 2007年夏に京阪電鉄のマナーポスターに起用された。キャッチコピーは「ブロックの名手荒木選手は音漏れもシャットアウト」。
- 日本代表チームではアラキングと呼ばれている。

## 球歴
- 日本代表 - 2004-2012年、2016-2021年
- 日本代表としての主な国際大会出場歴
  - オリンピック - 2008年（5位）、2012年（3位）、2016年（5位）、2021年
  - 世界選手権 - 2006、2010年（3位）、2018年
  - ワールドカップ - 2007年、2011年

## 所属チーム
- 市立菅生小学校（すごうJVC）
- 市立倉敷北中学校
- 成徳学園高等学校（現・下北沢成徳高等学校）
- 東レアローズ（2003-2013年）
  -  ベルガモ（2008-2009年）
- 上尾メディックス（2014-2016年）
- トヨタ車体クインシーズ #11（2016-2021年）

## 受賞歴
- 2004年 - 第10回Vリーグ ベスト6
- 2006年 - 第12回Vリーグ ベスト6
- 2008年 - 2007/08プレミアリーグ MVP、スパイク賞、ブロック賞、ベスト6、Vリーグ日本記録賞（スパイク部門）
- 2008年 - 北京オリンピック ベストブロッカー賞
- 2010年 - 2009/10プレミアリーグ スパイク賞、ベスト6
- 2010年 - 第59回黒鷲旗全日本男女選抜バレーボール大会 ベスト6
- 2011年 - 2010/11プレミアリーグ ベスト6
- 2012年 - 2011/12プレミアリーグ MVP、ベスト6、ブロック賞、Vリーグ栄誉賞（個人賞8回）
- 2012年 - 岡山県県民栄誉賞、岡山県スポーツ特別顕彰[31]、倉敷市市民栄誉賞
- 2013年 - 2012/13プレミアリーグ 敢闘賞、スパイク賞、ブロック賞、サーブ賞、ベスト6
- 2015年 - 2014/15プレミアリーグ ブロック賞[32]、Vリーグ栄誉賞（長期活躍選手）
- 2016年 - 2015/16プレミアリーグ ブロック賞[33]
- 2016年 - 岡山県スポーツ特別顕彰[34]
- 2017年 - 2016/17プレミアリーグ ブロック賞、ベスト6
- 2018年 - 2017/18プレミアリーグ ブロック賞、ベスト6
- 2020年 - 2019-20 V.LEAGUE DIVISION1 ベスト6
- 2021年 - 2020-21 V.LEAGUE DIVISION1 ブロック賞

## 個人成績
V.LEAGUEの個人成績は下記の通り。
| 大会         | チーム       | 出場     | 出場        | アタック | アタック | アタック | アタック | バックアタック | バックアタック | バックアタック | バックアタック | アタック 決定本数 | ブロック | ブロック       | サーブ | サーブ         | サーブ   | サーブ | サーブ | サーブ   | サーブレシーブ | サーブレシーブ | サーブレシーブ | サーブレシーブ | 総得点      | 総得点      | 総得点   | 総得点      |
| ------------ | ------------ | -------- | ----------- | -------- | -------- | -------- | -------- | -------------- | -------------- | -------------- | -------------- | ----------------- | -------- | -------------- | ------ | -------------- | -------- | ------ | ------ | -------- | -------------- | -------------- | -------------- | -------------- | ----------- | ----------- | -------- | ----------- |
| 大会         | チーム       | 試 合 数 | セ ッ ト 数 | 打 数    | 得 点    | 失 点    | 決 定 率 | 打 数          | 得 点          | 失 点          | 決 定 率       | セ ッ ト 平 均    | 得 点    | セ ッ ト 平 均 | 打 数  | ノ 丨 タ ッ チ | エ 丨 ス | 失 点  | 効 果  | 効 果 率 | 受 数          | 成 功 ・ 優    | 成 功 ・ 良    | 成 功 率       | ア タ ッ ク | ブ ロ ッ ク | サ 丨 ブ | 得 点 合 計 |
| V1 2020-21   | トヨタ車体   | 23       | 81          | 319      | 132      | 16       | 41.4     | 0              | 0              | 0              | -              | 1.63              | 63       | 0.78           | 305    | 3              | 18       | 16     | 109    | 14.5     | 5              | 2              | 2              | 60.0           | 132         | 63          | 21       | 216         |
| V1 2019-20   | トヨタ車体   | 24       | 96          | 396      | 174      | 22       | 43.9     | 1              | 0              | 0              | 0.0            | 1.81              | 100      | 1.04           | 382    | 6              | 20       | 17     | 132    | 14.3     | 18             | 4              | 7              | 41.7           | 174         | 100         | 26       | 300         |
| V1 2018-19   | トヨタ車体   | 23       | 84          | 336      | 135      | 16       | 40.2     | 1              | 0              | 0              | 0.0            | 1.61              | 67       | 0.80           | 322    | 5              | 15       | 27     | 105    | 12.3     | 14             | 6              | 2              | 50.0           | 135         | 67          | 20       | 222         |
| V1 2017-18   | トヨタ車体   | 27       | 105         | 357      | 169      | 21       | 47.3     | 0              | 0              | 0              | -              | 1.61              | 88       | 0.84           | 433    | 17             | 19       | 24     | 159    | 16.1     | 17             | 3              | 3              | 26.5           | 169         | 88          | 36       | 293         |
| V1 2016-17   | トヨタ車体   | 26       | 98          | 473      | 202      | 35       | 42.7     | 0              | 0              | 0              | -              | 2.06              | 96       | 0.98           | 357    | 6              | 9        | 34     | 112    | 11.5     | 20             | 13             | 0              | 65.0           | 202         | 96          | 15       | 313         |
| V1 2015-16   | 埼玉上尾     | 21       | 84          | 374      | 169      | 35       | 45.2     | 0              | 0              | 0              | -              | 2.01              | 77       | 0.92           | 270    | 6              | 9        | 13     | 131    | 17.0     | 19             | 9              | 0              | 47.4           | 169         | 77          | 15       | 261         |
| CM 2015-16   | 埼玉上尾     | 2        | 6           | 26       | 12       | 2        | 46.2     | 0              | 0              | 0              | -              | 2.00              | 6        | 1.00           | 20     | 0              | 0        | 2      | 7      | 8.8      | 0              | 0              | 0              | -              | 12          | 6           | 0        | 18          |
| V1 2014-15   | 埼玉上尾     | 26       | 98          | 516      | 233      | 24       | 45.2     | 1              | 0              | 0              | 0.0            | 2.38              | 73       | 0.74           | 339    | 4              | 16       | 17     | 113    | 13.3     | 51             | 33             | 0              | 64.7           | 233         | 73          | 20       | 326         |
| V1 2012-13   | 東レ         | 31       | 124         | 582      | 293      | 41       | 50.3     | 2              | 1              | 0              | 50.0           | 2.36              | 113      | 0.91           | 381    | 10             | 12       | 28     | 154    | 15.2     | 16             | 12             | 0              | 75.0           | 293         | 113         | 22       | 428         |
| V1 2011-12   | 東レ         | 25       | 96          | 411      | 194      | 27       | 47.2     | 1              | 0              | 0              | 0.0            | 2.02              | 86       | 0.90           | 388    | 9              | 25       | 24     | 145    | 16.8     | 18             | 11             | 0              | 61.1           | 194         | 86          | 34       | 314         |
| V1 2010-11   | 東レ         | 24       | 91          | 441      | 221      | 24       | 50.1     | 0              | 0              | 0              | -              | 2.43              | 62       | 0.68           | 297    | 4              | 8        | 24     | 110    | 12.8     | 10             | 8              | 0              | 80.0           | 221         | 62          | 12       | 295         |
| V1 2009-10   | 東レ         | 28       | 104         | 477      | 234      | 32       | 49.1     | 1              | 0              | 0              | 0.0            | 2.25              | 82       | 0.79           | 393    | 3              | 13       | 34     | 127    | 11.5     | 14             | 9              | 0              | 64.3           | 234         | 82          | 16       | 332         |
| V1 2007-08   | 東レ         | 31       | 113         | 571      | 314      | 37       | 55.0     | 4              | 3              | 1              | 75.0           | 2.78              | 119      | 1.05           | 427    | 3              | 11       | 22     | 151    | 11.6     | 10             | 8              | 0              | 80.0           | 314         | 119         | 14       | 447         |
| V1 2006-07   | 東レ         | 27       | 111         | 615      | 256      | 44       | 41.6     | 5              | 2              | 3              | 40.0           | 2.31              | 81       | 0.73           | 350    | 6              | 14       | 14     | 105    | 12.4     | 12             | 9              | 0              | 75.0           | 256         | 81          | 20       | 357         |
| 第12回       | 東レ         | 28       | 102         | 538      | 259      | 44       | 48.1     | 13             | 5              | 5              | 38.5           | 2.54              | 69       | 0.68           | 331    | 4              | 6        | 16     | 129    | 12.4     | 17             | 11             | 0              | 64.7           | 259         | 69          | 10       | 338         |
| 第11回       | 東レ         | 27       | 104         | 557      | 250      | 37       | 44.9     | 3              | 1              | 1              | 33.3           | 2.40              | 96       | 0.92           | 412    | 7              | 8        | 22     | 110    | 9.9      | 6              | 3              | 0              | 50.0           | 250         | 96          | 15       | 361         |
| 第10回       | 東レ         | 22       | 88          | 295      | 145      | 25       | 49.2     | 0              | 0              | 0              | -              | 1.65              | 57       | 0.65           | 330    | 3              | 13       | 32     | 90     | 10.9     | 24             | 19             | 0              | 79.2           | 145         | 57          | 16       | 218         |
| 通算：17大会 | 通算：17大会 | 418      | 1585        | 7284     | 3392     | 482      | 46.6     | 32             | 12             | 10             | 37.5           | 2.14              | 1335     | 0.84           | 5737   | 96             | 216      | 366    | 1989   | 12.5     | 271            | 160            | 14             | 61.6           | 3392        | 1335        | 312      | 5039        |